# هارون وارد (لاعب كرة قاعدة)
هارون وارد (بالإنجليزية: Aaron Ward)‏ هو لاعب كرة قاعدة أمريكي، ولد في 28 أغسطس 1896 في بونفيل في الولايات المتحدة، وتوفي في 30 يناير 1961 في نيو أورلينز في الولايات المتحدة.

## وصلات خارجية
- هارون وارد على موقعبيزبول رفرنس.كوم (الدوري الرئيسي) (الإنجليزية)
- هارون وارد على موقعبيزبول رفرنس.كوم (الدوري الثانوي) (الإنجليزية)
- هارون وارد على موقع جمعية أبحاث البيسبول الأمريكية (الإنجليزية)